# Resolutie 2101 Veiligheidsraad Verenigde Naties
Resolutie 2101 van de Veiligheidsraad van de Verenigde Naties is een resolutie van de VN-Veiligheidsraad die op 25 april 2013 unaniem werd aangenomen en die de sancties tegen Ivoorkust opnieuw een jaar verlengde. De vertegenwoordiger van Ivoorkust stelde dat zijn land vooruitgang boekte en hoopte dat de sancties konden bijdragen aan de stabiliteit ervan zodat ze in de nabije toekomst konden worden opgeheven.

## Achtergrond
In 2002 brak in Ivoorkust een burgeroorlog uit tussen de regering in het christelijke zuiden en rebellen in het islamitische noorden van het land. In 2003 leidden onderhandelingen tot de vorming van een regering van nationale eenheid en waren er Franse- en VN-troepen aanwezig. In 2004 zegden de rebellen hun vertrouwen in de regering op en namen opnieuw de wapens op. Het noorden van het land werd voornamelijk door deze Forces Nouvelles gecontroleerd.
Na de presidentsverkiezingen eind 2010 ontstonden wederom onlusten toen zittend president Laurent Gbagbo op post bleef ondanks de internationaal erkende overwinning van Alassane Ouattara.

## Inhoud
De circulatie van wapens in Ivoorkust bleef een bedreiging voor de stabiliteit van dat land. Het wapenembargo, de financiële sancties, het reisverbod tegen het land, het panel van experts dat op deze sancties toezag en het importverbod op Ivoriaans diamant werden derhalve verlengd tot 30 april 2014. Alle landen moesten verhinderen dat wapens aan Ivoorkust werden geleverd, tenzij ze voor de UNOCI-vredesmacht, de Franse troepen ter plaatse of de Ivoriaanse veiligheidsdiensten bestemd waren.

## Verwante resoluties
- Resolutie 2045 Veiligheidsraad Verenigde Naties (2012)
- Resolutie 2062 Veiligheidsraad Verenigde Naties (2012)
- Resolutie 2112 Veiligheidsraad Verenigde Naties
- Resolutie 2153 Veiligheidsraad Verenigde Naties (2014)

Lijst ·  2086 ·  2087 ·  2088 ·  2089 ·  2090 ·  2091 ·  2092 ·  2093 ·  2094 ·  2095 ·  2096 ·  2097 ·  2098 ·  2099 ·  2100 ·  2101 ·  2102 ·  2103 ·  2104 ·  2105 ·  2106 ·  2107 ·  2108 ·  2109 ·  2110 ·  2111 ·  2112 ·  2113 ·  2114 ·  2115 ·  2116 ·  2117 ·  2118 ·  2119 ·  2120 ·  2121 ·  2122 ·  2123 ·  2124 ·  2125 ·  2126 ·  2127 ·  2128 ·  2129 ·  2130 ·  2131 ·  2132